# Комбс, Джеффри
Джеффри Алан Комбс — американский актёр, известный по его ролям в фильмах ужасов и фантастических фильмах, в том числе в сериале «Звёздный путь». Неоднократно снимался в кинокартинах по произведениям Говарда Лавкрафта, в том числе в фильме «Некрономикон» сыграл самого писателя. В 2007 году актёр сыграл роль другого выдающегося писателя ужасов — Эдгара По.

## Биография
Комбс родился в городе Окснард (штат Калифорния), затем его семья переехала в Ломпок, в том же штате. Будущий актёр первоначально обучался в Тихоокеанской консерватории исполнительских искусств в Санта-Марии, затем в Вашингтонском университете (Сиэтл) по программе профессионального актёрского мастерства.
После нескольких лет участия в театральных постановках вдоль всего Западного побережья Комбс в 1980 году переехал в Лос-Анджелес и уже в следующем году исполнил свою первую роль в фильме «Хонки Тонк Шоссе», в котором он сыграл безымянного рассказчика из драйв-ин. Однако амплуа актёра определилось, когдадва года спустя он исполнил главную роль в фильме ужасов «Фрайтмар» (1983).
В жанре ужасов одна из наиболее известных ролей Комбса — доктор Герберт Уэст в трёх фильмах о Реаниматоре. Также он исполнил роль создателя героя Герберта Уэста — писателя Говарда Филлипса Лавкрафта в фильме Некрономикон: Книга Мёртвых (1993). Комбс исполнил роль Кроуфорда Тиллингаста в фильме Извне. В конечном счете, Комбс снялся в 8 фильмах по мотивам произведений Лавкрафта.
Также Джеффри Комбс исполнил роли в фильмах Страх.com (2002), Дом ночных призраков (1999), Я всё ещё знаю, что вы сделали прошлым летом (1996) и Страшилах (1996).
Комбс выполнил львиную долю работы по озвучиванию мультипликационных фильмов, включая роль Пугала в Новых приключениях Бэтмена (1997). Комбс продолжил свою работу с DC Animated Universe несколько лет спустя, исполняя периодическую роль Вопроса в Лиге справедливости Unlimited. Голосом Комбса говорит Рэтчет (Храповик) в мультипликационных сериалах Трансформеры: Прайм и Трансформеры: Роботы под прикрытием. Он также читал текст за кадром на 25-летнем юбилее фильма Реаниматор на фестивале FanTasia (2010).
В июле 2009 года Комбс возвращается к своим театральным корням и исполняет роль Эдгара Аллана По в моноспектакле «Nevermorе. Вечер с Эдгаром Алланом По», поставленном на сцене театра Стива Аллена в Голливуде, Калифорния. Хотя первоначально постановка должна была идти только месяц, она приобрела необычайный успех и билеты на неё расходились, как горячие пирожки, поэтому её неоднократно продлевали. Nevermore, как он стал известен впоследствии, был в последний раз показан в Лос-Анджелесе 19 декабря 2009. Спектакль дебютировал на Восточном побережье 23 и 24 января 2010 в Вестминстер Холле в Балтиморе, Мэриленд — городе упокоения писателя. Тур номинированного на премию «Сатурн» спектакля Nevermore находится на стадии подготовки, с местами возможной демонстрации в Чикаго, Нью-Йорке и Сиэтле, кроме прочих, а также уже запланированным двухдневным показом в Сан Диего.
Комбс наряду со своей театральной карьерой продолжил озвучивать мультипликационные сериалы, и его голосом говорят герои и злодеи Мстителей: Величайших Героев Земли, Скуби Ду! Корпорации «Тайна», а также Черепашек-мутантов ниндзя.
Джеффри Комбс снялся вместе с Эндрю Дивоффом в фильме Screen Media Films 2012 года Ночь живых мертвецов 3D: Реанимация — приквеле к культовому фильму 2006 года Ночь живых мертвецов 3D режиссёра Джеффа Бродстрита.
Комбс снимался во многих научно-фантастических телесериалах. Он исполнил роль телепата Харримана Грея в Глазах (1994) — 16ой серии первого сезона сериала Вавилон-5. В августе 2005 он появился впервые в научно-фантастическом сериале 4400 в роли Доктора Кевина Бёркофа, а к 2006 эта роль стала периодической. В начале 2007 он сыграл высоко беллетризованного Эдгара Аллана По в «Чёрном коте» — эпизоде сериала «Мастера ужасов».

### Звёздный путь
На телевидении Джеффри Комбс получил восхищение критиков и зрителей, играя роли различных инопланетных героев в нескольких современных ответвлениях вселенной Звёздный путь — Стар трек, начав в 1994 году с роли в сериале Звёздный путь: Глубокий космос 9, Звёздный путь: Вояджер в 2000 году и Звёздный путь: Энтерпрайз в 2001. Комбс исполнил девять разных экранных ролей во вселенной Звёздного пути. Наиболее крупной из них на сегодняшний день является роль ворты Вейюна в сериале Звёздный путь: Глубокий космос 9. Как заявляет сам актёр, Вейюн — его любимая роль во вселенной Звёздного пути, и он внёс большой вклад в разработку героя как такового.
В том же сериале Комбс исполнял периодическую роль Бранта, представителя расы ференги. В 174-й серии «Псы войны» он появился и как Вейюн, и как Брант, войдя в историю франшизы Звёздного пути как первый актёр, сыгравший две несвязанных роли в одном эпизоде.
В сериале Звёздный путь: Энтерпрайз Джеффри Комбс исполнял периодическую роль Шрана — андорианского военного офицера. Продюсер Энтерпрайза Мэнни Кото как-то упомянул в интервью, что он надеялся, что участие Комбса в сериале стало бы регулярным, если бы сериал был продлён на пятый сезон.
В дополнение к регулярным ролям во вселенной Звёздного пути Комбс исполнил однократные роли: Кэвина Малкэхи, офицера полиции, представителя человеческой расы, и инопланетянина Тирона в сериале Звёздный путь: Глубокий космос 9, инопланетянина Пенка в сериале Звёздный путь: Вояджер, а также ференгийского пирата Крема в сериале Звёздный путь: Энтерпрайз. Наряду со многими другими актёрами, сценаристами и другими создателями вселенной, Комбс также исполнил роль-камео как голографического завсегдатая бара Вика в последнем эпизоде сериала Звёздный путь: Глубокий космос 9. Кроме того Джеффри Комбс озвучил ромуланского коммандера Сулдока в компьютерной игре Star Trek: Elite Force II.

## Фильмография

### Кино
1. Хонки-Тонк Шоссе (1981) — Рассказчик из драйв-ин
2. Чья это жизнь, в конце концов? (1981) — Интерн-первокурсник
3. Кожа у нас на зубах (1983) — Генри Антробус
4. Ужасный кошмар (1983) — Стю
5. Мозги набекрень (1983) — Доктор Джонс
6. Реаниматор (1985) — Доктор Герберт Уэст
7. Извне (1986) — Кроуфорд Тиллингаст
8. Циклон (1987) — Рик Дейвенпорт
9. Ходячий мертвец (1988) — Чаз
10. Ужас подземелья (1988) — Колин Чайлдрез
11. Пульсодробилка (1988) — злой священник
12. Невеста реаниматора (1989) — Доктор Герберт Уэст
13. Колодец и маятник (1990) — Франсиско, инквизитор
14. Роботы-бойцы (1990) — Зритель/Проул
15. Гайвер (1991) — Доктор Ист
16. Смертельные водопады (1991) — Лонни Хокс
17. Трансеры 2 (1991) — доктор Пайл
18. Доктор Мордрид — Властелин неизвестного (1992) — доктор Мордрид
19. Крепость (1992) — Ди-Дей
20. Некрономикон (1993) — Г. Ф. Лавкрафт
21. Любовь и 45-й калибр (1994) — Динозавр Боб
22. Сокрытый ужас (1994) — Доктор Хаггис
23. Урод в замке (1995) — Джон Рейлли
24. Соучастие (1995) — Билл Найт
25. Киборг-ловец (1995) — Энди Коберман
26. Диллинджер и Капоне (1995) — Гилрой
27. Страшилы (1996) — Милтон Даммерс
28. Норма Джин и Мерилин (1996) — Монтгомери Клифт
29. Тайм трэйсерс (1997) — Доктор Кэррингтон
30. Ехидство и предубеждение (1997) — Терапевт Мейсснер
31. Чёрный бизнес (1998) — Охранник
32. Беглец (1998) — Капитан
33. Я всё ещё знаю, что вы сделали прошлым летом (1998) — Мистер Брукс
34. Дом ночных призраков (1999) — Доктор Ричард Бенджамин Венеккат
35. Ярость Посейдона: Побег из Затерянного города (1999) — Лорд Даркеннон
36. Фауст: Любовь проклятого (2001) — Лейтенант Дан Марголье
37. Ужас на чердаке (2001) — Доктор Эк
38. Заражение (2002) — Браун
39. Страх точка com (2002) — Детектив Сайкс
40. Возвращение реаниматора (2003) — Доктор Герберт Уэст
41. Человек-акула (2005) — Доктор Престон Кинг
42. День всех святых (2005) — Томас Уайт
43. Счастливчик Эдмонд (2005) — Клерк у стойки информации
44. Возвращение в город Мертвых (2005) — Фрэнк Тэггерт
45. Сатанизм (2006) — Детектив Джойнер
46. Отвратительный (2006) — Клерк Бадди
47. Изгнание дьявола в Блэкуотер Вэлли (2006) — Шериф Джимми Флек
48. Возвращение в дом ночных призраков (2007) —  Доктор Ричард Бенджамин Венекат
49. Кудесник крови (2007) — Чудик
50. Брутал (2007) — Шериф Джимми Флек
51. Атакующие (2007) — Мистер Симмс
52. Засада (2007) — Оператор 911
53. Парасомния (2008) — Детектив Гарретт
54. Большое западное небо (2008) — Кевин Меселет
55. Ужас в Данвиче (2009) — Уилбур Уэйтли
56. Тёмный дом (2009) — Уолстон Рэй
57. Срочность (2009) — Самнер Кэвик
58. Человек-эльф (2012) — Микки
59. Что бы вы сделали? (2012) — Шэпард Лэмбрик
60. Мотивирующий рост (2013) — плесень (озвучка)
61. Одолжение (2013) — Тэд Харрисон
62. Пригородная готика (2014) — Доктор Карпентер
63. Драгоценный хвост Бетховена (2014) — Фриц Брухшнаузер / Говард Белч
64. Говард Лавкрафт и Подводное Королевство (2017) — король Абдул (озвучка)
65. Скуби-Ду и Бэтмен: Отважный и смелый (2018) — Вопрос (озвучка)
66. Говард Лавкрафт и Безумное Королевство (2018) — дядя Рэндольф / Говард Лавкрафт (озвучка)
67. В поисках тьмы (2019) — в роли самого себя
68. Гиносаджи (TBA)

### Телесериалы
- 1983 Миссисипи — Военный кадет
- 1983 Ночи Хьюстона — Фрэнк Старк
- 1987 Красавица и чудовище — Питон
- 1988 Джейк и толстяк — Алан Шуба
- 1988 Incredibly Strange Film Show — самого себя
- 1989 Кошмары Фредди — Ральф
- 1989 Жизнь продолжается — Бёрк Клиртон
- 1989 Охотник — Джэймс Уилкинс
- 1991 Флэш — Джимми Суэйн
- 1991 Ultraman: The Ultimate Hero — Роджер Шэк Шэктор
- 1991 Сёстры — Дэрек Коттс
- 1994 Вавилон-5 — Харриман Грэй[2]
- 1994 Звёздный путь: Глубокий космос 9 — ворта Вейюн, ференги Брант, Тирон
- 1995 Одинокий парень — Кляйн
- 1996 Причуды науки — Заключенный № 50557
- 1997 Новые приключения Бэтмена — Пугало
- 1998 Сеть — Макс Коперник
- 1999 Фрикилинкс — Коронер
- 2000 Военное положение — Анткан Трамбо
- 2000 Звёздный путь: Вояджер — Пенк (эпизод «Тсункатце[англ.]»)
- 2001 Звёздный путь: Энтерпрайз — андорианец Шран/ Крем
- 2002 Сумеречная зона (эпизод «Эффект Плацебо») — Гэрри Рэдич
- 2002 Шпионки — Индиго
- 2002 Человек паук — Профессор, Доктор Цельнер
- 2003 C.S.I.: Место преступления — Доктор Дэйл Стерлинг
- 2004 Лига справедливости: Без границ — Вопрос
- 2004 Непобедимая команда суперобезьянок — Гайрус Кринкл
- 2005 Человек-акула — Доктор Престонг Кинг
- 2005 4400 — учёный
- 2007 Мастера ужасов (эпизод «Чёрный кот») — Эдгар Аллан По
- 2008 Детектив Раш — Слай Борден
- 2009 Бэтмен: Отважный и смелый — Человек-воздушный змей
- 2010 Скуби-Ду: Мистическая корпорация — Профессор Хэйткрафт
- 2010 Мстители. Величайшие герои Земли — Лидер
- 2010 Трансформеры: Прайм — Рэтчет
- 2012 Громокошки — Соул Север
- 2012 Черепашки-ниндзя — Доктор Фалько / Крысиный Король
- 2013 DC Нация — Патруль Дума — Шеф/Мистер Морден
- 2014 Мыслить как преступник — Джон Николс
- 2014 Бен-10: Омниверс — Куфулу
- 2015 Готэм — Офис-менеджер
- 2015 Халк и агенты У.Д.А.Р. — Мейнфрейм
- 2016 Трансформеры: Роботы под прикрытием — Рэтчет (2 эпизода)
- 2019 Тигтон — Принц Лаванда (озвучка) (2 эпизода)
- 2019 Пандора — Берман Ливингстон
- 2019 Калейдоскоп ужасов — оберштурмфюрер Рейнхард (эпизод «Плохой волк»)

### Компьютерные игры
- 2001 Star Trek: Deep Space Nine: Dominion Wars — Вейюн
- 2003 Star Trek: Elite Force II — Коммандер Сулдок
- 2003 Batman: Rise of Sin Tzu — Пугало / Доктор Джонатан Крэйн
- 2012 The Secret World — Хейден Монтаг, Чарльз Дзурн
- 2012 Transformers: Prime — The Game — Рэтчет
- 2013 Lego Marvel Super Heroes — Лидер
- 2017 Injustice 2 — Брейниак
- 2018 Star Trek Online: Victory Is Life — Вейюн / Брант
- 2018 Lego DC Super-Villains — Пугало / Воздушный Змей

## Награды
Актёр дважды номинировался на Премию Сатурн за лучшую роль второго плана.
- 1991 — «Невеста реаниматора»
- 1997 — «Страшилы»